# Dautphe (Dautphetal)

Ansicht von Dautphe (2024). Im Hintergrund von links nach rechts Kombach, am rechten Rande des mittleren Bergrückens Dächer von der Carlshütte, ganz rechts Friedensdorf

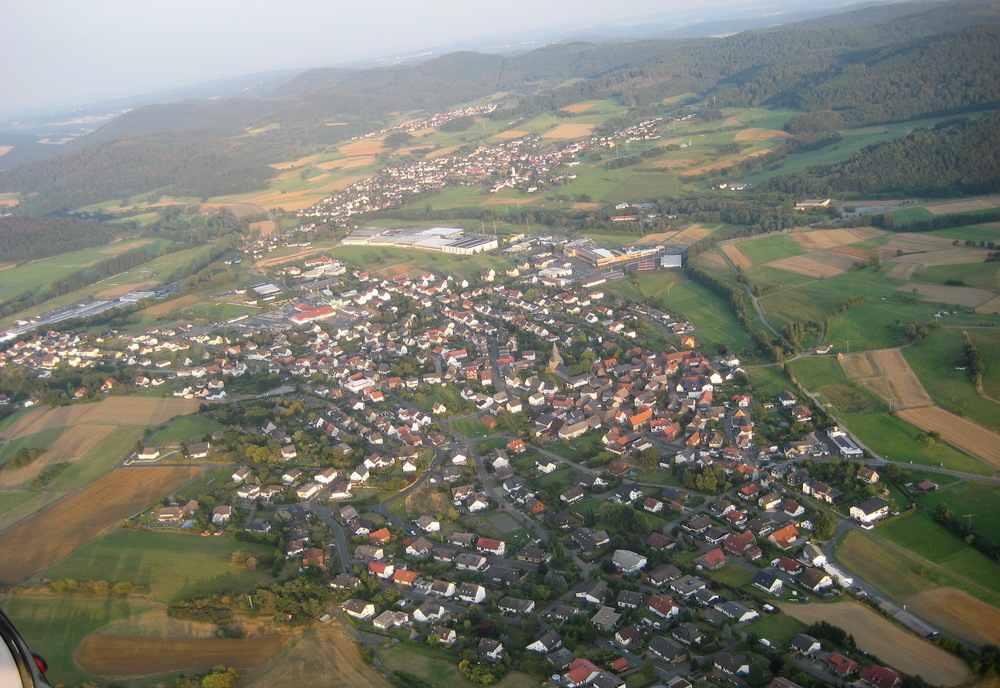
Luftaufnahme Dautphe

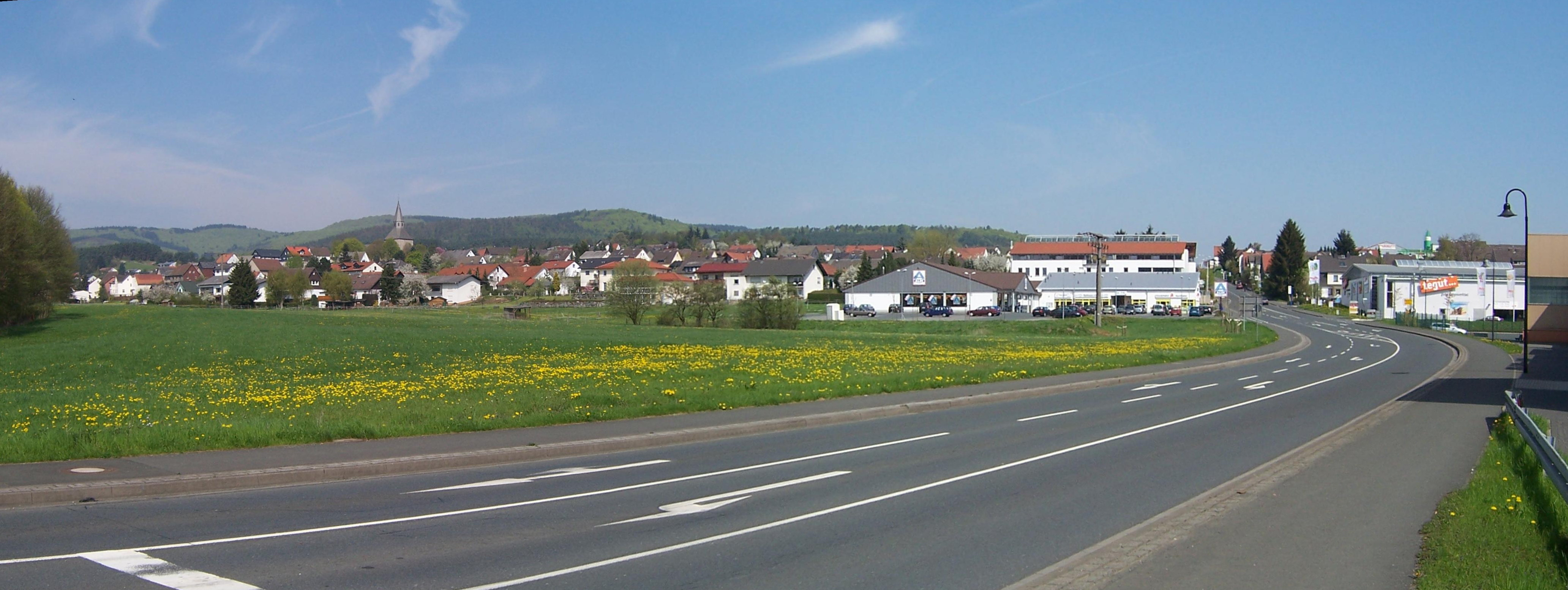
Blick auf Dautphe von Süden

Dautphe (mundartlich Dauweroff oder Dauroff) ist ein Großdorf im Hessischen Hinterland und als solches ein Ortsteil der Großgemeinde Dautphetal im mittelhessischen Landkreis Marburg-Biedenkopf. Er ist mit etwa 2300 Einwohnern der größte der Gemeinde, deren Zentrum und Sitz der der Gemeindeverwaltung.

## Geographie

### Geographische Lage
Dautphe liegt im Westen des Landkreises Marburg-Biedenkopf in den Ausläufern des Rheinischen Schiefergebirges im Tal des namensgebenden Flusses Dautphe, welcher im Nachbarort Friedensdorf in die Lahn mündet. Umgeben wird Dautphe im Nordwesten und Norden von den Nebengipfeln des Schwarzenberg, wozu auch die höchste Erhebung der Gemeinde, der Nimerich (522 m), gehört. Nach Ost-Südost hin öffnet sich das Dautphetal zum Lahntal hin.
Dank ruhiger aber noch verkehrsgünstiger Lage im Hinterland ist Dautphe ein attraktiver Wohnort: Die zweite Kreisstadt Biedenkopf ist etwa sechs km entfernt, Gladenbach etwa 10 km und Dillenburg ist etwa 30 km entfernt. Das 45 km entfernte Gießen ist in einer Stunde zu erreichen, Frankfurt am Main ist 110 km entfernt.

### Klima
Dautphe liegt nach der Köppen-Geiger-Klassifikation im gemäßigten Ozeanklima (Cfb-Klima) der mittleren Breiten. Die mittlere Tagesmitteltemperatur beträgt im Sommer ca. 15–17° C und im Winter ca. −1° C bis 1° C. Die mittlere Niederschlagshöhe im Bereich Dautphe liegt bei etwa 800–1000 mm.

## Geschichte

### Von den Anfängen bis zur Gebietsreform in Hessen
Die älteste bekannte schriftliche Erwähnung von Dautphe erfolgte unter dem Namen in Dudafhero marca im Jahr 791 im Lorscher Codex anlässlich einer Schenkung eines Rutwin und seiner Gattin Landrat an das Kloster Lorsch in Dudafhero marca (in der Gemarkung Dautphe) in pago Hessen (im Gau Hessen). In erhaltenen Urkunden wurde Dautphe unter den folgenden Ortsnamen erwähnt: 1238 Dudephe (auch 1457), 1238 Cent Dudusse, 1249 Thudefe, 1356 Dudiffe, 1412 Dedeffe, 1435 Düdephe und Dydophe, 1493 Dutffe, 1507 Tutfe und Dutph, 1520 Dutphe, 1629 und 1711 Dautphe und 1705 Tautphe.

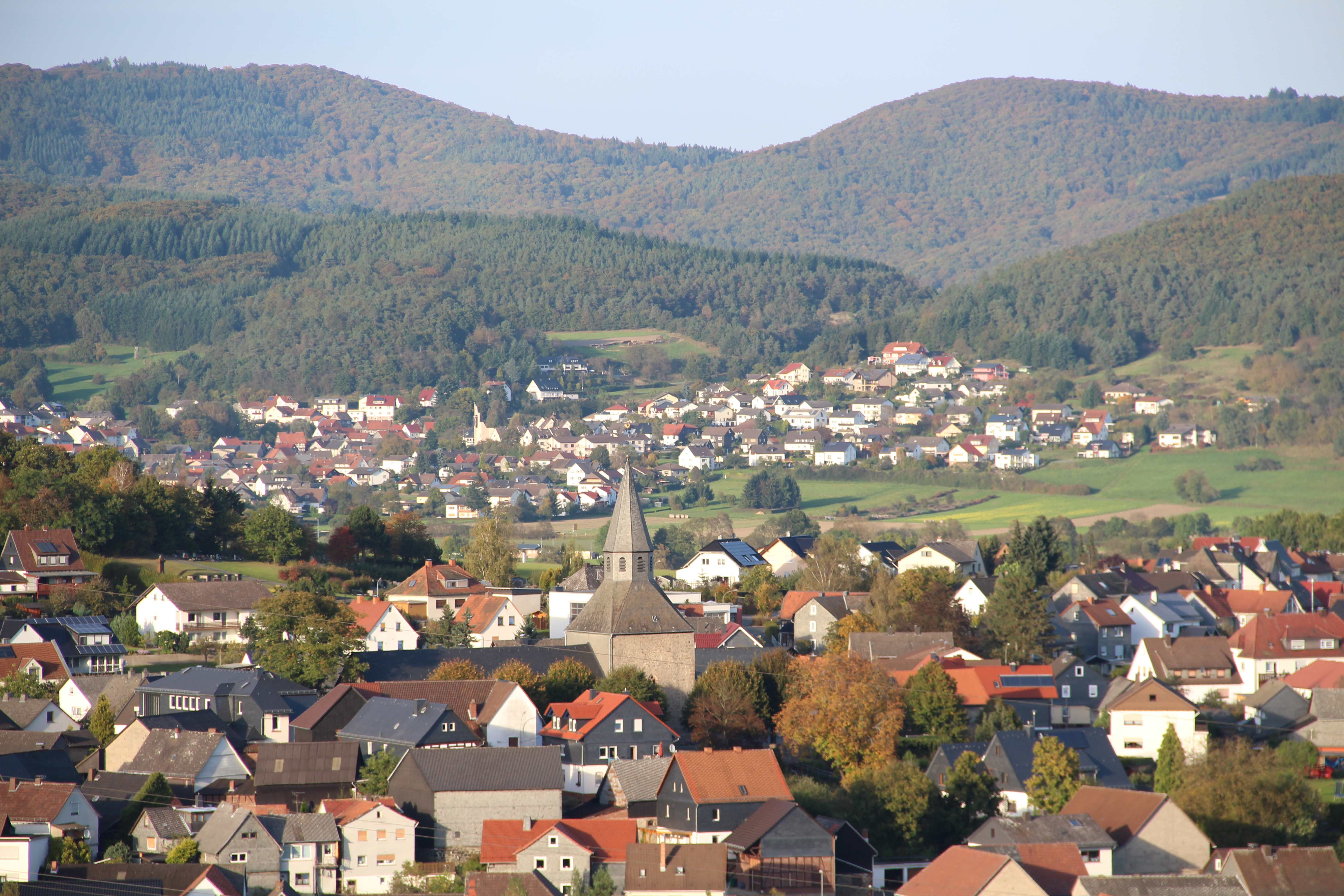
Die Martinskirche von Dautphe. Im Hintergrund der zur Gemeinde Biedenkopf gehörende Ort Kombach

Die denkmalgeschützte Martinskirche wurde um 1100 als einschiffige, romanische Saalkirche errichtet und im 12. Jahrhundert durch einen abgetrennten Westteil, den sogenannten Wendelstein, erweitert. Im 13. Jahrhundert wurde der frühgotische Chorturm angebaut.
Die Statistisch-topographisch-historische Beschreibung des Großherzogthums Hessen berichtet 1830 über Dautphe:

„Dautphe (L. Bez. Gladenbach) evangel. Pfarrdorf; liegt auf einer kleinen Anhöhe unweit der Dautphe und 2 1⁄2 St. von Gladenbach. Man findet 56 Häuser, 343 Einw., die außer 2 Kath. evangelisch sind, und in der Gemarkung Kupfererze und Eisensteine. – Schon frühe kommt die Dautpher Mark unter dem Namen Dudafhero-marca vor, welche Benennung auch eine Ortschaft Dautphe – Dudaffe, Dutphe, Duff – voraussetzen. Von der ältern Geschichte der Kirche, die im 15. Jahrhundert 13 Orte begriff, ist wenig bekannt.“

Der Ort war auf Grund seiner Industrie auch Ziel eines Flugzeugangriffs im Zweiten Weltkrieg. Sein Aussehen veränderte sich nach dem Zweiten Weltkrieg deutlich. Wo bis zu dieser Zeit neben kleinerer Industrie die Landwirtschaft für den Lebensunterhalt der meisten Bewohner sorgte, bilden mittlerweile oft die nahegelegenen Industrien die Lebensgrundlage der Einwohner.

### Gebietsreform
Zum 1. Juli 1974 wurde die bis dahin selbständige Gemeinde Dautphe im Zuge der Gebietsreform in Hessen mit 11 weiteren Gemeinden kraft Landesgesetz zur neuen Großgemeinde Dautphetal zusammengeschlossen. Sitz der Gemeindeverwaltung wurde der Ortsteil Dautphe. Für alle ehemals eigenständigen Gemeinden von Dautphetal wurden Ortsbezirke mit Ortsbeirat und Ortsvorsteher nach der Hessischen Gemeindeordnungeingerichtet.

### Territorialgeschichte und Verwaltung im Überblick
Die folgende Liste zeigt im Überblick die Territorien, in denen Dautphe lag, bzw. die Verwaltungseinheiten, denen es unterstand:
- vor 1567: Heiliges Römisches Reich, Landgrafschaft Hessen, Amt Biedenkopf, Gericht Dautphe
- ab 1567: Heiliges Römisches Reich, Landgrafschaft Hessen-Marburg, Amt Biedenkopf[10]
- 1604–1648: strittig zwischen Hessen-Kassel und Hessen-Darmstadt (Hessenkrieg)
- ab 1604: Heiliges Römisches Reich, Landgrafschaft Hessen-Kassel, Amt Biedenkopf
- ab 1627: Heiliges Römisches Reich, Landgrafschaft Hessen-Darmstadt, Oberfürstentum Hessen, Amt Biedenkopf[11][12]
- ab 1806: Rheinbund, Großherzogtum Hessen, Oberfürstentum Hessen, Amt Biedenkopf[13]
- ab 1815: Deutscher Bund, Großherzogtum Hessen, Provinz Oberhessen, Amt Biedenkopf[14]
- ab 1821: Deutscher Bund, Großherzogtum Hessen, Provinz Oberhessen, Landratsbezirk Gladenbach (Trennung von Justiz (Landgericht Gladenbach) und Verwaltung)
- ab 1832: Deutscher Bund, Großherzogtum Hessen, Provinz Oberhessen, Kreis Biedenkopf
- ab 1848: Deutscher Bund, Großherzogtum Hessen, Regierungsbezirk Biedenkopf
- ab 1852: Deutscher Bund, Großherzogtum Hessen, Provinz Oberhessen, Kreis Biedenkopf
- ab 1867: Norddeutscher Bund, Königreich Preußen, Provinz Hessen-Nassau,  Regierungsbezirk Wiesbaden, Kreis Biedenkopf (übergangsweise Hinterlandkreis)[12]
- ab 1871: Deutsches Reich, Königreich Preußen, Provinz Hessen-Nassau, Regierungsbezirk Wiesbaden, Kreis Biedenkopf
- ab 1918: Deutsches Reich, Freistaat Preußen, Provinz Hessen-Nassau, Regierungsbezirk Wiesbaden, Kreis Biedenkopf
- ab 1932: Deutsches Reich, Freistaat Preußen, Provinz Hessen-Nassau, Regierungsbezirk Wiesbaden, Kreis Dillenburg
- ab 1933: Deutsches Reich, Freistaat Preußen, Provinz Hessen-Nassau, Regierungsbezirk Wiesbaden, Kreis Biedenkopf
- ab 1944: Deutsches Reich, Freistaat Preußen, Provinz Nassau, Landkreis Biedenkopf
- ab 1945: Amerikanische Besatzungszone, Groß-Hessen, Regierungsbezirk Wiesbaden, Landkreis Biedenkopf
- ab 1949: Bundesrepublik Deutschland, Land Hessen (seit 1946), Regierungsbezirk Wiesbaden, Landkreis Biedenkopf
- ab 1968: Bundesrepublik Deutschland, Land Hessen, Regierungsbezirk Darmstadt, Landkreis Biedenkopf
- ab 1974: Bundesrepublik Deutschland, Land Hessen, Regierungsbezirk Kassel, Landkreis Marburg-Biedenkopf
- Am 1. Juli 1974 wurde Dautphe als Ortsteil der neu gebildeten Gemeinde Dautphetal eingegliedert und zum Sitz der Gemeindeverwaltung bestimmt.
- ab 1981: Bundesrepublik Deutschland, Land Hessen, Regierungsbezirk Gießen, Landkreis Marburg-Biedenkopf

### Einwohnerentwicklung

#### Einwohnerstruktur
Nach den Erhebungen des Zensus 2011 lebten am Stichtag dem 9. Mai 2011 in Dautphe 2268 Einwohner. Darunter waren 414 (18,3 %) Ausländer.
Nach dem Lebensalter waren 447 Einwohner unter 18 Jahren, 975 zwischen 18 und 49, 387 zwischen 50 und 64 und 459 Einwohner waren älter.
Die Einwohner lebten in 819 Haushalten. Davon waren 165 Singlehaushalte, 219 Paare ohne Kinder und 333 Paare mit Kindern, sowie 84 Alleinerziehende und 15 Wohngemeinschaften. In 162 Haushalten lebten ausschließlich Senioren/-innen und in 507 Haushaltungen lebten keine Senioren/-innen.

#### Einwohnerzahlen
| Quelle: Historisches Ortslexikon |                                                                                             |
| • 11577:                         | 37 Hausgesesse                                                                              |
| • 1630:                          | 35 Hausgesesse (1 dreispännige, 12 zweispännige, 6 einspännige Ackerleute, 16 Einläuftige). |
| • 1677:                          | 3 Freie, 27 Hausgründe, 3 Witwen, 13 ledige Personen.                                       |
| • 1742:                          | 71 Haushalte                                                                                |
| • 1791:                          | 231 Einwohner                                                                               |
| • 1800:                          | 247 Einwohner                                                                               |
| • 1806:                          | 257 Einwohner, 45 Häuser                                                                    |
| • 1829:                          | 343 Einwohner, 56 Häuser                                                                    |

| Dautphe: Einwohnerzahlen von 1791 bis 2018 | Dautphe: Einwohnerzahlen von 1791 bis 2018 | Dautphe: Einwohnerzahlen von 1791 bis 2018 | Dautphe: Einwohnerzahlen von 1791 bis 2018 | Dautphe: Einwohnerzahlen von 1791 bis 2018 |
| --- | ------------------------------------------ | ------------------------------------------ | ------------------------------------------ | ------------------------------------------ |
| Jahr |                                            |                                            |                                            | Einwohner                                  |
| 1791 | 1791                                       |                                            | 231                                        | 231                                        |
| 1800 | 1800                                       |                                            | 247                                        | 247                                        |
| 1806 | 1806                                       |                                            | 257                                        | 257                                        |
| 1829 | 1829                                       |                                            | 343                                        | 343                                        |
| 1834 | 1834                                       |                                            | 365                                        | 365                                        |
| 1840 | 1840                                       |                                            | 415                                        | 415                                        |
| 1846 | 1846                                       |                                            | 423                                        | 423                                        |
| 1852 | 1852                                       |                                            | 414                                        | 414                                        |
| 1858 | 1858                                       |                                            | 452                                        | 452                                        |
| 1864 | 1864                                       |                                            | 478                                        | 478                                        |
| 1871 | 1871                                       |                                            | 454                                        | 454                                        |
| 1875 | 1875                                       |                                            | 507                                        | 507                                        |
| 1885 | 1885                                       |                                            | 496                                        | 496                                        |
| 1895 | 1895                                       |                                            | 537                                        | 537                                        |
| 1905 | 1905                                       |                                            | 672                                        | 672                                        |
| 1910 | 1910                                       |                                            | 745                                        | 745                                        |
| 1925 | 1925                                       |                                            | 850                                        | 850                                        |
| 1939 | 1939                                       |                                            | 917                                        | 917                                        |
| 1946 | 1946                                       |                                            | 1.269                                      | 1.269                                      |
| 1950 | 1950                                       |                                            | 1.290                                      | 1.290                                      |
| 1956 | 1956                                       |                                            | 1.239                                      | 1.239                                      |
| 1961 | 1961                                       |                                            | 1.602                                      | 1.602                                      |
| 1967 | 1967                                       |                                            | 1.890                                      | 1.890                                      |
| 1980 | 1980                                       |                                            | ?                                          | ?                                          |
| 1990 | 1990                                       |                                            | ?                                          | ?                                          |
| 2000 | 2000                                       |                                            | ?                                          | ?                                          |
| 2006 | 2006                                       |                                            | 2.503                                      | 2.503                                      |
| 2011 | 2011                                       |                                            | 2.268                                      | 2.268                                      |
| 2016 | 2016                                       |                                            | 2.266                                      | 2.266                                      |
| 2018 | 2018                                       |                                            | 2.318                                      | 2.318                                      |
| Datenquelle: Historisches Gemeindeverzeichnis für Hessen: Die Bevölkerung der Gemeinden 1834 bis 1967. Wiesbaden: Hessisches Statistisches Landesamt, 1968. Weitere Quellen: LAGIS; nach 1970: Gemeinde Dautphetal (webarchiv); Zensus 2011 |                                            |                                            |                                            |                                            |

#### Religionszugehörigkeit
| Quelle: Historisches Ortslexikon |                                                                              |
| • 1829:                          | 0341 evangelische, 2 römisch-katholische Einwohner                           |
| • 1861:                          | 0148 evangelisch-lutherische, 3 evangelisch-reformierte Einwohner            |
| • 1885:                          | 0490 evangelische, 3 katholische, 3 jüdische Einwohner,                      |
| • 1961:                          | 1189 evangelische (= 74,22 %), 353 römisch-katholische (= 22,03 %) Einwohner |

#### Erwerbstätigkeit
| • 1867: | Erwerbspersonen: 113 Landwirtschaft, 1 Forstwirtschaft, 2 Bergbau und Hüttenwesen, 11 Gewerbe und Industrie, 1 Gesundheitspflege, 1 Erziehung und Unterricht, 1 Kirche und Gottesdienst. |
| • 1961: | Erwerbspersonen: 131 Land- und Forstwirtschaft, 561 produzierendes Gewerbe, 51 Handel und Verkehr, 70 Dienstleistungen und sonstiges.                                                    |

## Politik

### Wappen
Am 31. März 1952 genehmigte der Hessische Minister des Innern das Wappen mit folgender Beschreibung:
| Wappen von Dautphe | Blasonierung: „In Blau ein golden bewehrter silberner Adler, der in den Fängen zwei silberne Schilde mit je einem zugewendeten roten Löwen hält.“ |
| Wappen von Dautphe | Wappenbegründung: Obwohl Dautphe einer der ältesten Orte der Region ist, hatte der Ort nie ein eigenes Siegel oder Wappen. Das jetzige Wappen, das 1952 verliehen wurde, basiert auf einem geschnitzten Wappen in der örtlichen Kirche. Der Ursprung dieses Wappens ist unbekannt. Nach der Gebietsreform in Hessen übernahm die neugebildete Gemeinde Dautphetal jenes Wappen der ehemaligen Gemeinde Dautphe. |

### Flagge
Am 10. Juni 1952 genehmigte der Hessische Minister des Innern die Flagge mit folgender Beschreibung:

„blau-weiß-blau mit Wappenschild“

Nach der Gebietsreform in Hessen übernahm die neugebildete Gemeinde Dautphetal auch jene Flagge der ehemaligen Gemeinde Dautphe.

## Ehrenbürger
Einziger Ehrenbürger in der ehemaligen Gemeinde Dautphe wurde der Auswanderer Andreas Klingelhöfer am 13. September 1921. Am 26. November 1863 in Dautphe geboren, wanderte er mit seiner Frau Rose 1894 nach Chicago aus und spendete 1921 aus Verbundenheit zu seiner Heimat 2000 Mark für wohltätige Zwecke.